# Nadine Müller
Nadine Müller, née le 21 novembre 1985 à Leipzig, est une athlète allemande spécialiste du lancer du disque.

## Carrière
Elle se révèle à l'âge de dix-sept ans en terminant deuxième des championnats d'Europe juniors de 2003 derrière sa compatriote Ulrike Giesa. L'année suivante, elle décroche la médaille de bronze des championnats du monde juniors de Grosseto en réalisant un lancer à 57,13 mètres.
En 2009, Nadine Müller se classe sixième des championnats du monde de Berlin avec 62,04 m. Vainqueure de la coupe d'Europe hivernale des lancers en début de saison 2010, elle établit la meilleure performance de sa carrière le 8 mai à Wiesbaden en atteignant une marque de 67,78 m.
Elle termine 3e athlète européenne du mois de mars 2012 après avoir remporté la coupe d'Europe hivernale des lancers à Bar au Monténégro, y améliorant par deux fois son record personnel, jusqu'à 68,89 m, soit le meilleur jet depuis 2004.
Aux Jeux olympiques de 2012, initialement cinquième de sa spécialité, elle est reclassée quatrième après la disqualification pour dopage de la Russe Darya Pishchalnikova,. Aux Championnats du monde de Moscou de 2013, elle termine à nouveau au pied du podium en réalisant 64,67 m.
En 2014, elle fait une saison blanche et revient en 2015 où elle remporte une médaille de bronze aux championnats du monde de Pékin avec 65,63 m.
Le 21 mai 2016 à Halle, au terme d'un meeting de niveau élevé, Nadine Müller se classe 5e du concours avec un jet à 64,30 m. Le 10 juillet, elle échoue au pied du podium des championnats d'Europe d'Amsterdam avec un jet à 62,63 m.
Elle se classe 8e des championnats du monde de 2019 à Doha.

## Vie privée
Nadine Müller est lesbienne. Elle a contracté un partenariat civil le 24 décembre 2013 avec sa compagne Sabine.

## Palmarès
| Date | Compétition                          | Lieu                  | Résultat | Marque  |
| ---- | ------------------------------------ | --------------------- | -------- | ------- |
| 2003 | Championnats d'Europe juniors        | Tampere               | 2e       | 53,44 m |
| 2004 | Championnats du monde juniors        | Grosseto              | 3e       | 57,13 m |
| 2007 | Coupe d'Europe hivernale des lancers | Yalta                 | 1re      | 60,35 m |
| 2009 | Coupe d'Europe hivernale des lancers | Puerto de la Cruz     | 6e       | 57,40 m |
| 2009 | Championnats d'Europe par équipes    | Leiria                | 4e       | 59,53 m |
| 2009 | Championnats du monde                | Berlin                | 6e       | 62,04 m |
| 2010 | Coupe d'Europe hivernale des lancers | Arles                 | 1re      | 64,30 m |
| 2010 | Championnats d'Europe                | Barcelone             | 8e       | 57,78 m |
| 2011 | Championnats du monde                | Daegu                 | 2e       | 65,97 m |
| 2012 | Coupe d'Europe hivernale des lancers | Bar                   | 1re      | 68,89 m |
| 2012 | Championnats d'Europe                | Helsinki              | 2e       | 65,41 m |
| 2012 | Jeux olympiques                      | Londres               | 4e       | 65,94 m |
| 2013 | Coupe d'Europe hivernale des lancers | Castellón de la Plana | 1re      | 66,69 m |
| 2013 | Championnats du monde                | Moscou                | 4e       | 64,67 m |
| 2015 | Coupe d'Europe hivernale des lancers | Leiria                | 1re      | 65,27 m |
| 2015 | Championnats du monde                | Pékin                 | 3e       | 65,53 m |
| 2016 | Championnats d'Europe                | Amsterdam             | 4e       | 62,63 m |
| 2016 | Jeux olympiques                      | Rio de Janeiro        | 6e       | 63,13 m |
| 2017 | Championnats d'Europe par équipes    | Lille                 | 2e       | 62,57 m |
| 2017 | Championnats du monde                | Londres               | 6e       | 64,13 m |
| 2017 | Ligue de diamant                     | Ligue de diamant      | 4e       | 62,85 m |
| 2018 | Coupe d'Europe hivernale des lancers | Leiria                | 1re      | 60,42 m |
| 2018 | Championnats d'Europe                | Berlin                | 2e       | 63,00 m |
| 2018 | Ligue de diamant                     | Ligue de diamant      | 7e       | 58,24 m |
| 2018 | Coupe continentale                   | Ostrava               | 6e       | 58,34 m |
| 2019 | Ligue de diamant                     | Ligue de diamant      | 7e       | 61,39 m |
| 2019 | Championnats du monde                | Doha                  | 8e       | 61,55 m |

## Records
| Épreuve          | Marque  | Lieu | Date         |
| ---------------- | ------- | ---- | ------------ |
| Lancer du disque | 68,89 m | Bar  | 18 mars 2012 |